# Дракенберг, Ханс
Ханс Дракенберг (швед. Hans Drakenberg, 4 февраля 1901 — 1 ноября 1982) — шведский фехтовальщик-шпажист, чемпион мира, призёр Олимпийских игр.

## Биография
Родился в 1901 году в Стокгольме. В 1933 году стал бронзовым призёром Международного первенства по фехтованию в Будапеште. На Международном первенстве по фехтованию 1934 года в Варшаве завоевал две бронзовые медали. В 1935 году стал обладателем золотой и серебряной медалей Международного первенства по фехтованию в Лозанне. В 1936 году стал серебряным призёром Олимпийских игр в Берлине в командном первенстве, а в личном первенстве стал 4-м.
В 1937 году завоевал бронзовую медаль на первом в истории официальном чемпионате мира по фехтованию (одновременно Международная федерация фехтования задним числом признала чемпионатами мира все проходившие ранее Международные первенства по фехтованию). На чемпионате мира 1938 года стал обладателем серебряной медали.
После Второй мировой войны в 1949 году вновь стал серебряным призёром чемпионата мира.